# Уиздом-Хилтон, Линдсей
Линдсей Мари Уиздом-Хилтон (англ. Lindsay Marie Wisdom-Hylton; род. 26 мая 1986 года в Нейпервилле, Иллинойс) — американская профессиональная баскетболистка, выступала в женской национальной баскетбольной ассоциации. Была выбрана на драфте ВНБА 2009 года в первом раунде под общим тринадцатым номером клубом «Лос-Анджелес Спаркс». Играла в амплуа лёгкого форварда. После окончания спортивной карьеры вошла в тренерский штаб родной команды NCAA «Пердью Бойлермейкерс», в которой работает и в настоящее время.

## Ранние годы
Линдсей Уиздом-Хилтон родилась 26 мая 1986 года в городе Нейпервилл (штат Иллинойс), училась там же в средней школе Нейква-Вэлли, в которой выступала за местную баскетбольную команду.